# Pochodeň

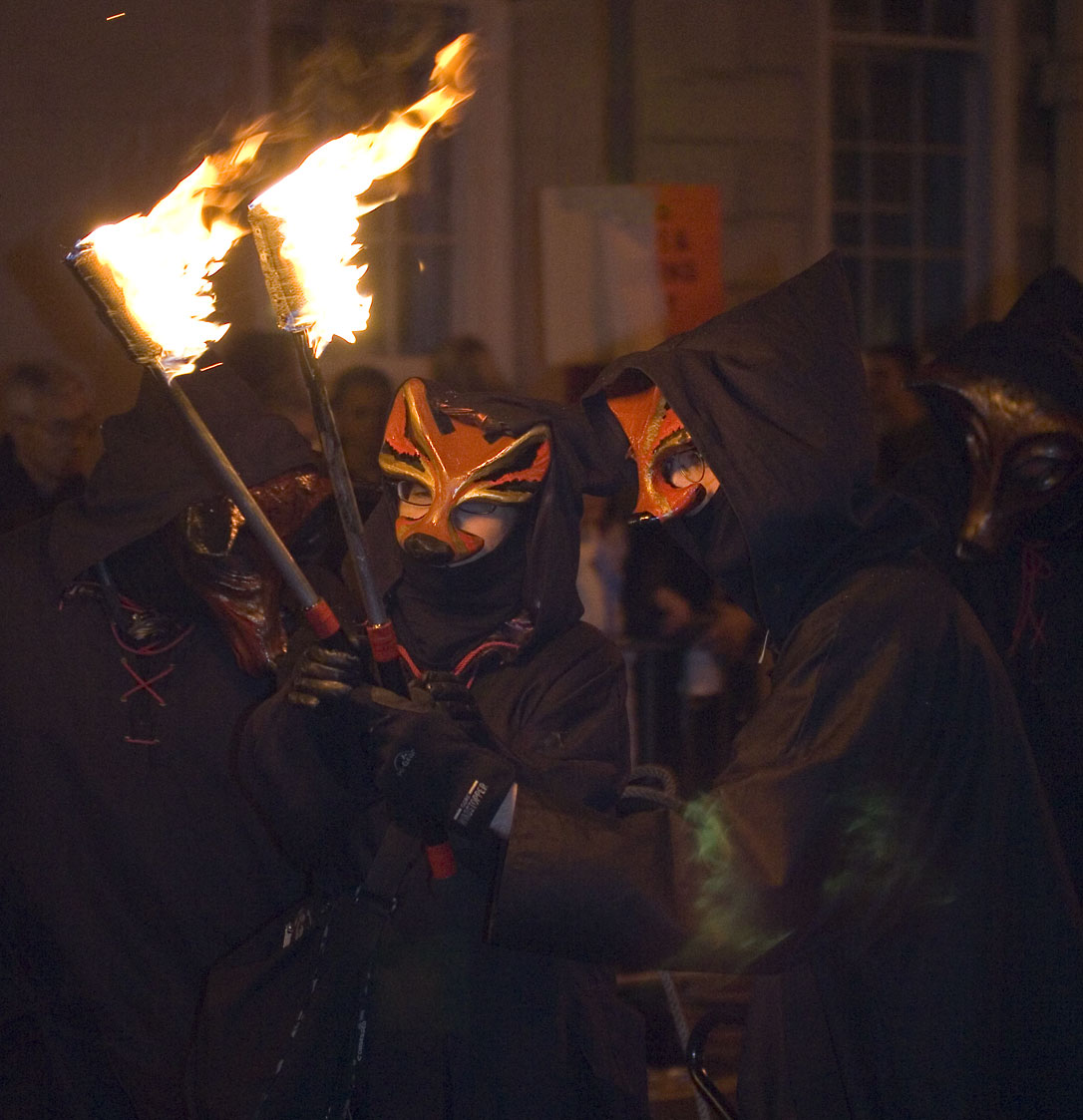
Masky s pochodněmi (Průvod v Lewes, Sussex)

Pochodeň někdy také fakule (z něm. die Fackel, z lat. facula) je přenosná svítilna ve tvaru tyče, na horním konci zapálené. Původně se pochodně dělaly z borového nebo podobného dřeva napuštěného smolou nebo olejem. Na horním konci tyče mohl být také namotán hadr napuštěný hořlavou látkou. Pozdější armády užívaly také trubky, naplněné hořlavinou. Moderní pochodně mají na horním konci tyče schránku s voskem nebo petrolejem.

## Původ a význam
Jak naznačuje české slovo „pochodeň“ (původně „pochodní“), užívaly se pochodně na cestách a ve válce, jednak jako svítilny, jednak k zapalování a zakládání požárů. Když šel zámožnější člověk v noci po městě, šel před ním sluha s pochodní. Než vstoupili do domu, museli pochodeň uhasit o kamenný patník s jamkou u vchodu (Fackelstein). Pochodně se užívaly i jako louče, nasazené do držáku na zdi, například v chodbách a průjezdech.
Pochodně se užívaly už ve starověku při nočních bohoslužbách a průvodech, v křesťanské bohoslužbě je později nahradily svícny a svíčky. Zkřížené a uhašené obrácené pochodně se často vyskytují na starověkých náhrobcích jako symboly smrti. Pochodeň byla také symbolem války, proto ji hojně využívali nacisté při nočních pochodech a demonstracích.
Od 18. století se ale pochodeň stala také symbolem světla a osvěty: Socha svobody v New Yorku drží v jedné ruce pochodeň a ve druhé knihu. Podobný význam má i olympijská pochodeň. V současnosti se pochodně, obvykle napuštěné naftou, užívají k zábavním účelům, k osvětlování pouličních restaurací, zahradních slavností a podobně. Speciální pochodně užívají žongléři a polykači ohně v cirkuse.

## Pochodně v nacistických průvodech
Jedná se o zneužití starogermánského mýtu respektive o účelový výklad. Nacistická ideologie se skládala z vědecké ideologie a z mýtů, t.zn. rozumem nepochopitelných vztahů k základům národa z nejdávnější minulosti. Národ tvoří nekonečný řetěz předků do minulosti a budoucnosti. Současník je jen článkem tohoto řetězu. Každá hořící pochodeň v průvodu symbolizuje jeden článek-jeden lidský život současníka. Ten se narodí a od právě zemřelého předka převezme jeho hořící pochodeň-život. Nese ji dál celý svůj život, pak umírá a předává ji dalšímu-nově narozenému, a tak dále ve věčném koloběhu národa. Tento starogermánský mýtus měl upevňovat vědomí sounáležitosti se svým národem. Mýtus byl i umělecky zpracován básníkem Heinrichem Anackerem.
(volně přeloženo):
"Pochodeň jde z ruky do ruky,
když jeden umře, nejbližší ji zase převezme,
a plamenný štafetový běh jde dále.
Čas běží rychle a nikdo by se neptal,
jak dlouho pochodeň každý nesl, ale jak čistě a zářivě hořela,
a že v ní také hoří jeho srdce je důležité.
Tak potom přináším malý kousek také já a ty pochodeň ke vzdálenámu cíli,
zářícím světlem se ona odmění,
před námi ve tmě čekají už další".